# 波斯语巴扬经
《波斯语巴扬经》（波斯語：بیان）是巴比教的创立者巴孛所著的最重要的经典，该著作以波斯语写就。此外，巴孛还创作相较而言较短的作品，并以《阿拉伯语巴扬经》为人所知。

## 内容
《波斯语巴扬经》创作于1847年末至1848年初，巴孛被关押在马库之时。这本书包括了巴比教的律法、对宗教概念的讨论，对上帝将要显示的那个祂的赞美等。此书首次明确了其第十二位伊玛目的弥赛亚身份，即伊斯兰什叶派所期盼的马赫迪。与此同时，巴孛在书中废除了伊斯兰教法，并以巴比教律法代替。全书围绕者对“上帝将昭示天下者”的赞美，并以“上帝的显示者”这一概念描述其允诺即将到来的先知。这一概念对十几年之后巴哈欧拉的宣示意义重大。守基·阿芬第将此书视为“称颂那位应许者之作”，其意义在于废除了伊斯兰教法并预言了巴哈伊信仰的出现。

## 章节
全书计划创作19章，每张分为19节，即全书预计共361节，这一数字具有特别意义。但是此书的创作中断于第9节，未完成的部分将留待“上帝将要显圣的那个祂”完成，巴哈伊信仰认为亚格达斯经即为此书的补全。

## 引用
1. 1 2 3 4 5  Smith, Peter. . . Oxford: Oneworld Publications: 91. 2000  [2019-07-17]. ISBN 1-85168-184-1. （原始内容存档于2019-04-01）.
2. 1 2 3 4  Momen, Moojan. . . Oxford: George Ronald. 1987: 316–318  [2019-07-17]. ISBN 978-0-85398-247-0. （原始内容存档于2020-04-21）.
3. ↑  Effendi, Shoghi. . Wilmette, Illinois, USA: Bahá'í Publishing Trust. 1944: 25  [2019-07-17]. ISBN 0-87743-020-9. （原始内容存档于2019-12-14）.

## 延伸阅读
- بيان فارسى Bayan-i-Farsi
- The Báb. . Wilmette, Illinois, USA: Bahá'í Publishing Trust. 1976  [2019-07-17]. ISBN 1-931847-30-4. （原始内容存档于2021-04-01）.

- Browne, Edward Granville. . Momen, Moojan  (编). . Oxford, UK: George Ronald. 1987. ISBN 0-85398-247-3. （原始内容存档于2007-10-14）.
- Thomas, James B. Seeds of Revelation and the Mystic Bond between The Báb and Bahá'u'lláh: An Exposition on Excerpts from the Persian Bayán （页面存档备份，存于）. In Lights of Irfan, Volume 7 (2006).